# Els amos del temps
Els amos del temps (títol original en francès: Les maîtres du temps) és una pel·lícula francesa d'animació realitzada per René Laloux amb dibuixos de Jean Giraud, conegut com a Moebius. Va ser estrenada l'any 1982 i està inspirada en la novel·la de ciència-ficció L'Orphelin de Perdide de Stefan Wul. Se la considera com una space opera plena de misteri i poesia.

## Argument
Mentre ajuden a un príncep i un amic a fugir, Jaffar, rep un missatge desesperat d'un amic seu i el seu fill que estan sent atacats per Hornet, una espècie d'insectes-aus. Fugen d'aquests animals amb un vehicle a tota velocitat intentant arribar als Dolongues, una espècie de bosc a on hi trobaran refugi. Però just quan hi estan arribant, el vehicle s'estavella, el pare queda mal ferit, però el fill pot fugir i refugiar-se.
El nen, el petit Piel, només té un transmissor amb el qual pot comunicar-se amb Jaffar, tot i que es pensa que és un amic seu que l'ajuda a sortir-se'n tot sol enimig dels Dolongues.
Jaffar canvia la trajectòria de la nau per poder arribar a rescatar al petit infant.

## Fitxa tècnica
- Títol original: Les maîtres du temps
- Realització: René Laloux
- Escenaris: Jean-Patrick Manchette, Moebius (Jean Giraud) i René Laloux
- Efectes especials: Sándor Reisenbüchler
- Música: Jean-Pierre Bourtayre, Pierre Tardy, Christian Zanesi
- Producció: Telecip, TF1, S.S.R. (Gènove), S.W.F. (Baden-Baden), W.D.R. (Colònia).
- País d'origen: França i Hongria (estudi Pannonia)
- Durada: 1h 18min
- Data de creació: 24 de març de 1982 a França
- Primera difusió hertziana: 31 de desembre de 1984 a TF1
- Estrena a Catalunya: 8 de juliol de 1985 al cinema moderno de Barcelona

## Doblatge al català
La revista juvenil Cavall Fort, mitjançant l'entitat Associació Cultural Cavall Fort, va traduir i doblar Els amos del temps al català, juntament amb quaranta pel·lícules més. Aquesta activitat es dugué a terme des de l'any 1977 fins al 2006.